# Dion Cooper
Dion Cuiper (művésznevén: Dion Cooper, 1993. november 29. – ) holland énekes, zeneszerző.  Ő képviselte Mia Nicolai-jal közösen Hollandiát a 2023-as Eurovíziós Dalfesztiválon, Liverpoolban, a Burning Daylight című dallal.

## Pályafutása
Cooper édesapja a szabadidejében dobolt, a fiát fiatalon megismertette a Toto, a The Beatles és Jimi Hendrix zenéjével. Tizenöt évesen kezdett el énekelni és saját dalokat írni. 2015-ben jelentkezett a holland The Voice hatodik évadába, ahol Ali B-t választotta mesterének. A tehetségkutatóban párbajkörökig jutott, ahol elvesztette a párbajt, majd egyik mester se mentette meg.
2021-ben háttérénekesként lépett fel Duncan Laurence turnéján. 2022. november 1-jén az AVROTROS bejelentette, hogy Mia Nicolai-jal közösen őket választották ki, hogy képviseljék Hollandiát a következő Eurovíziós Dalfesztiválon. A párost Duncan Laurence, a 2019-es Eurovíziós Dalfesztivál győztese és Jordan Garfield zeneszerző fedezte fel, velük közösen szerezték eurovíziós dalukat. Először a május 9-én rendezett első elődöntőben versenyeztek, ahonnan nem jutottak tovább.

## Diszkográfia

### Kislemezek
- Much higher (2020)
- Jealousy (2020)
- Too young too dumb (2020)
- Simple (2020)
- Bobbie’s song
- Cold (2021)
- Fire (2021)
- Know (2022)
- Blue jeans (2022)
- Burning Daylight (2023, Mia Nicolai-jal közösen)